# Ludwik Lejzer Zamenhof

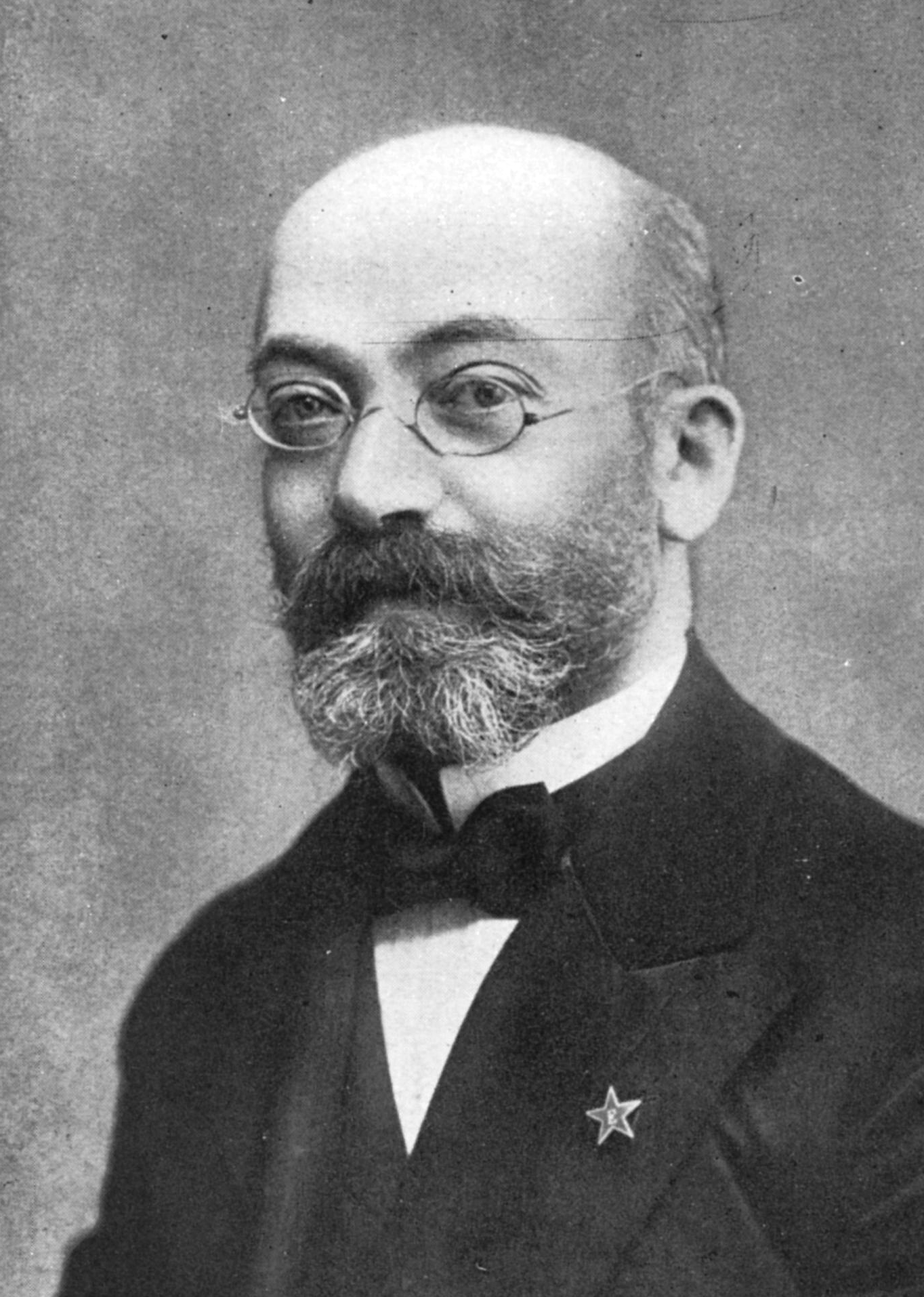
Ludwik Lejzer Zamenhof mit grünem Esperanto-Stern, 1908

Ludwik Lejzer Zamenhof [ˈzamɛnhɔf] (geboren als Eliezer Levi Samenhof; deutsch auch Ludwig Lazarus Samenhof und Ludwig L. Zamenhof, polnisch Ludwik Łazarz Zamenhof, Esperanto: Ludoviko Lazaro Zamenhof; * 3. Dezemberjul. / 15. Dezember 1859greg. in Belostok, Russisches Kaiserreich; † 14. April 1917 in Warschau, Polen) war ein jüdischer Augenarzt aus Polen, das damals zum Russischen Kaiserreich gehörte.
Er begründete 1887 unter dem Pseudonym Doktoro Esperanto (deutsch: Doktor Hoffender) die Plansprache Esperanto. Sein Geburtstag wird heute von Esperanto-Sprechern als Zamenhoftag gefeiert. Außerdem veröffentlichte er eine sogenannte Menschheitslehre für die allgemeine Völkerverbrüderung. Zamenhof war zeitweise Zionist und verfasste eine frühe Grammatik für das Jiddische.

## Nationalität
Die Nationalität Zamenhofs wird in der Literatur und in Nachschlagewerken teils unterschiedlich angegeben. Dabei nennt man ihn mal einen Juden, mal einen Polen, mal einen Russen, oder man verwendet eine Umschreibung, die auf eine dieser Ethnien oder auf ein Land Bezug nimmt.
Zamenhofs Vater war ein assimilierter, russischsprachiger Jude, während seine Mutter Jiddisch mit ihm sprach. Zu beiden Sprachen hatte er einen sehr positiven Bezug; er verfasste eine Grammatik für das Jiddische, als es noch als Jargon verspottet wurde. Zeitweise war der junge Zamenhof ein glühender Zionist, also jemand, der sein Judentum als seine Nationalität (Ethnie) verstand und einen jüdischen Staat in Palästina gründen wollte. Den Zionismus verließ er bald wieder, doch er sah sich weiterhin als Angehöriger des jüdischen Volkes.
Für ein Polentum Zamenhofs wird angeführt, dass Zamenhof in Białystok geboren wurde und die meiste Zeit seines Lebens in Warschau verbracht hat. Beide Städte liegen im heutigen Staat Polen.
Zamenhof selbst hat sich nie einen Polen genannt und dies sogar verneint: Man dürfe ihn (in der Öffentlichkeitsarbeit für Esperanto) einen Sohn Polens nennen, aber nicht einen Polen, damit nicht der Vorwurf aufkommt, er wolle seine (jüdische) Nationalität verbergen und lasse sich daher mit einem Volk (Polen) in Verbindung bringen, dem er nicht angehört. Wenn man über seine Nationalität spreche, dann solle man sagen, er nenne sich einen russländischen Hebräer („ruslanda hebreo“, in einem Brief an einen Franzosen 1905). Zeit seines Lebens haben Esperanto-Anhänger Zamenhof meist als Russen bezeichnet und erst nach seinem Tod als Polen, als Warschau zum wiedererstandenen Staat Polen gehörte.
Die Bezeichnung als Russe oder Pole (nie als Deutscher, wenngleich Zamenhof auch fließend Deutsch sprach) rührte aus Furcht vor Antisemitismus oder aus fehlendem Wissen darüber her, dass Judentum als Nationalität verstanden werden kann.

## Leben

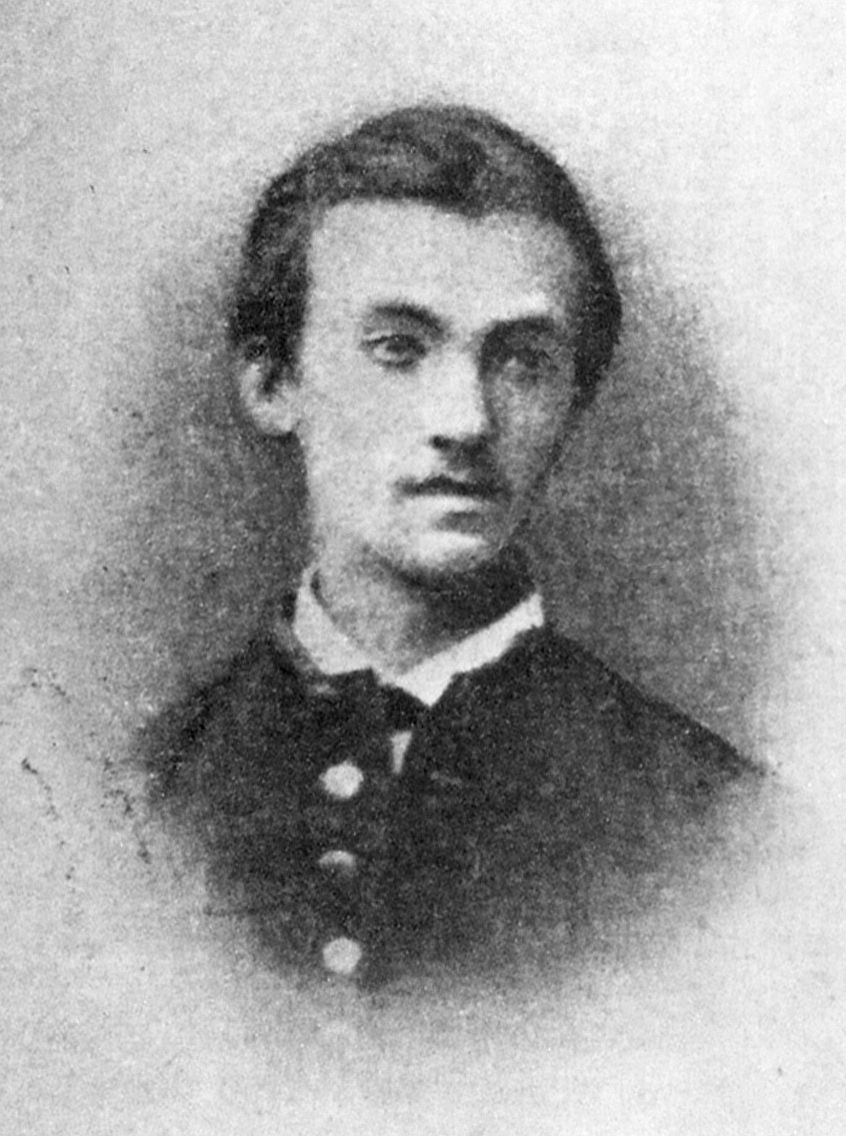
Zamenhof als Gymnasiast, ca. 1879

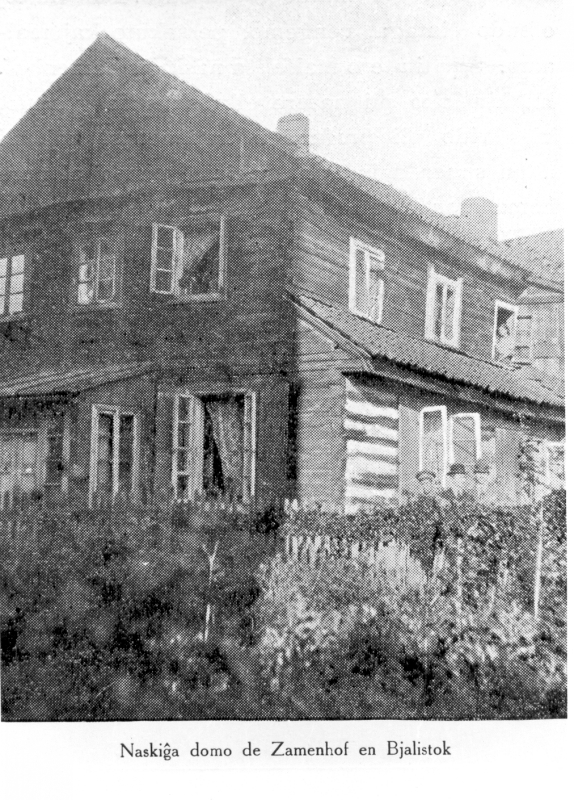
Wohnhaus in Białystok

Zamenhof wurde am 15. Dezember 1859 (nach dem heutigen, gregorianischen Kalender) als Sohn einer jüdischen Familie geboren. In seiner  Geburtsstadt Białystok wurden verschiedene Sprachen gesprochen, darunter Jiddisch, Polnisch, Russisch, Deutsch und Belarussisch. Im Jahr 1860 waren 68,2 Prozent der 11.000 Einwohner Juden.
Sein Vater Markus (jiddisch Mordechaj) war, wie schon der Großvater, von der jüdischen Aufklärungsbewegung Haskala beeinflusst und suchte gezielt Anschluss an die europäische Kultur bzw. das Land, in dem er lebte. Markus Zamenhof war Atheist und sah sich als Russe. Damit unterschied er sich von seiner religiösen und jiddisch sprechenden Frau Rozalja. Er arbeitete als Sprachlehrer für Französisch und Deutsch, verfasste Lehrmaterialien und leitete zeitweise eine Sprachschule. Markus Zamenhof war Schulinspektor und zensierte für die russischen Behörden Veröffentlichungen. Schließlich erhielt er den Titel Staatsrat.
Der junge Lejzer (später legte er sich der Praxis mancher Ostjuden folgend auch einen nichtjüdisch klingenden Vornamen zu: Ludwik) besuchte zunächst die Grundschule in Białystok und nach dem Umzug der Eltern 1874 das Gymnasium in Warschau. Er studierte Medizin, erst in Moskau und später wegen des wachsenden Antisemitismus in Russland an der Universität Warschau, an der er auch promovierte. Später spezialisierte er sich u. a. in Wien auf die Augenheilkunde.
1887 heiratete er Klara Silbernik (1863–1924), eine Fabrikantentochter, die er in zionistischen Kreisen während seiner Studentenzeit kennengelernt hatte. Mit ihr hatte er die drei Kinder Adam (1888–1940), Sofia (1889–1942) und Lidia (1904–1942). Besonders Lidia begeisterte sich bald selbst für Esperanto und lehrte und verbreitete die Sprache auf ihren Reisen durch Europa und Amerika. Alle drei Kinder wurden im Holocaust bzw. während der deutschen Besatzung Polens ermordet. Der Ingenieur Louis-Christophe Zaleski-Zamenhof (1925–2019) war sein Enkel.
Lange Zeit hatte Zamenhof Probleme gehabt, sich eine wirtschaftliche Existenz aufzubauen, bis es ihm um die Jahrhundertwende gelang, ein befriedigendes Einkommen zu erzielen. Er war bis kurz vor seinem Tod 1917 praktizierender Augenarzt. Zamenhof selbst litt an Herz- und Atemerkrankungen. Er wurde auf dem Jüdischen Friedhof Warschau bestattet.

## Zionismus

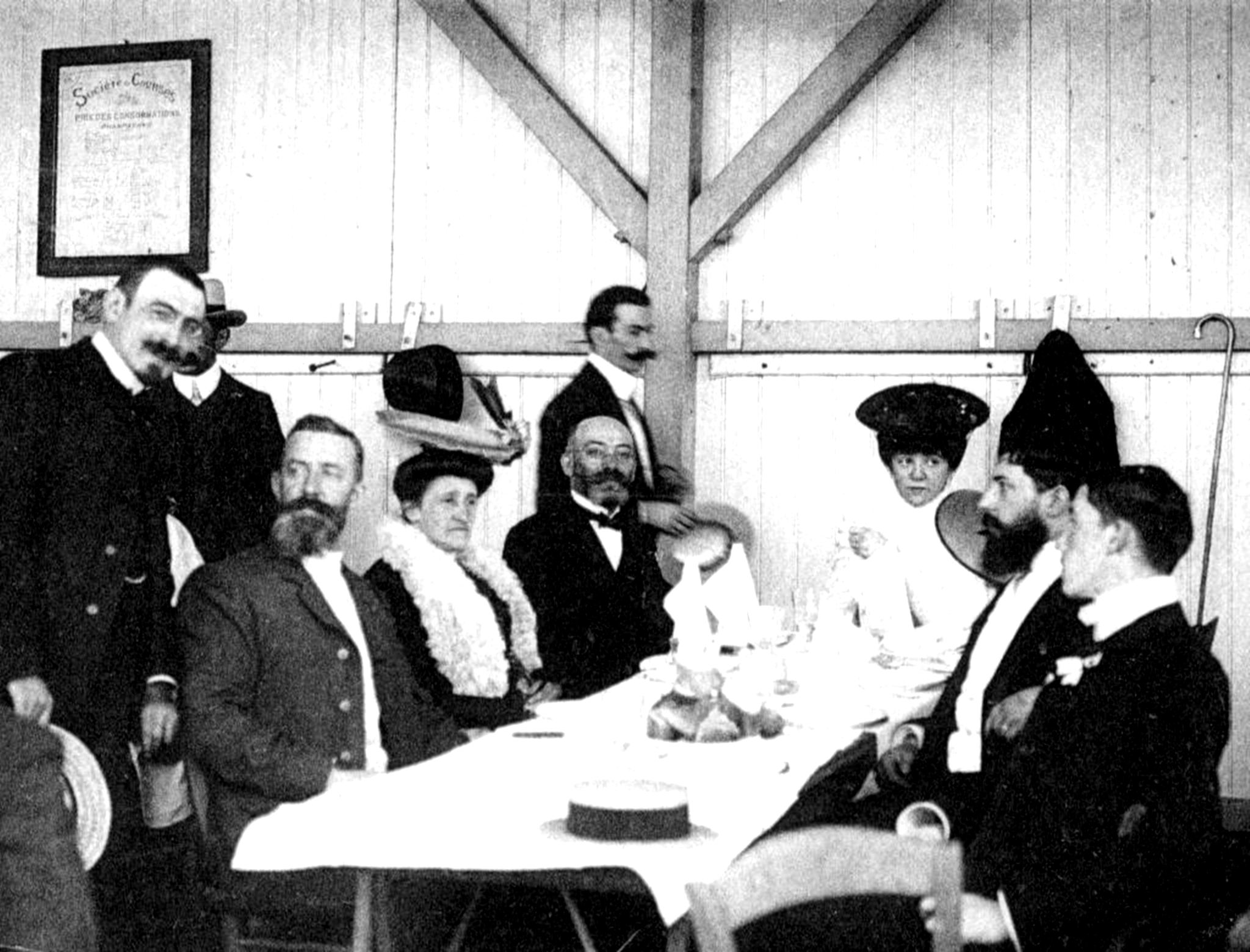
Die Familien Zamenhof und Michaux auf dem ersten Esperanto-Weltkongress, Boulogne-sur-Mer 1905

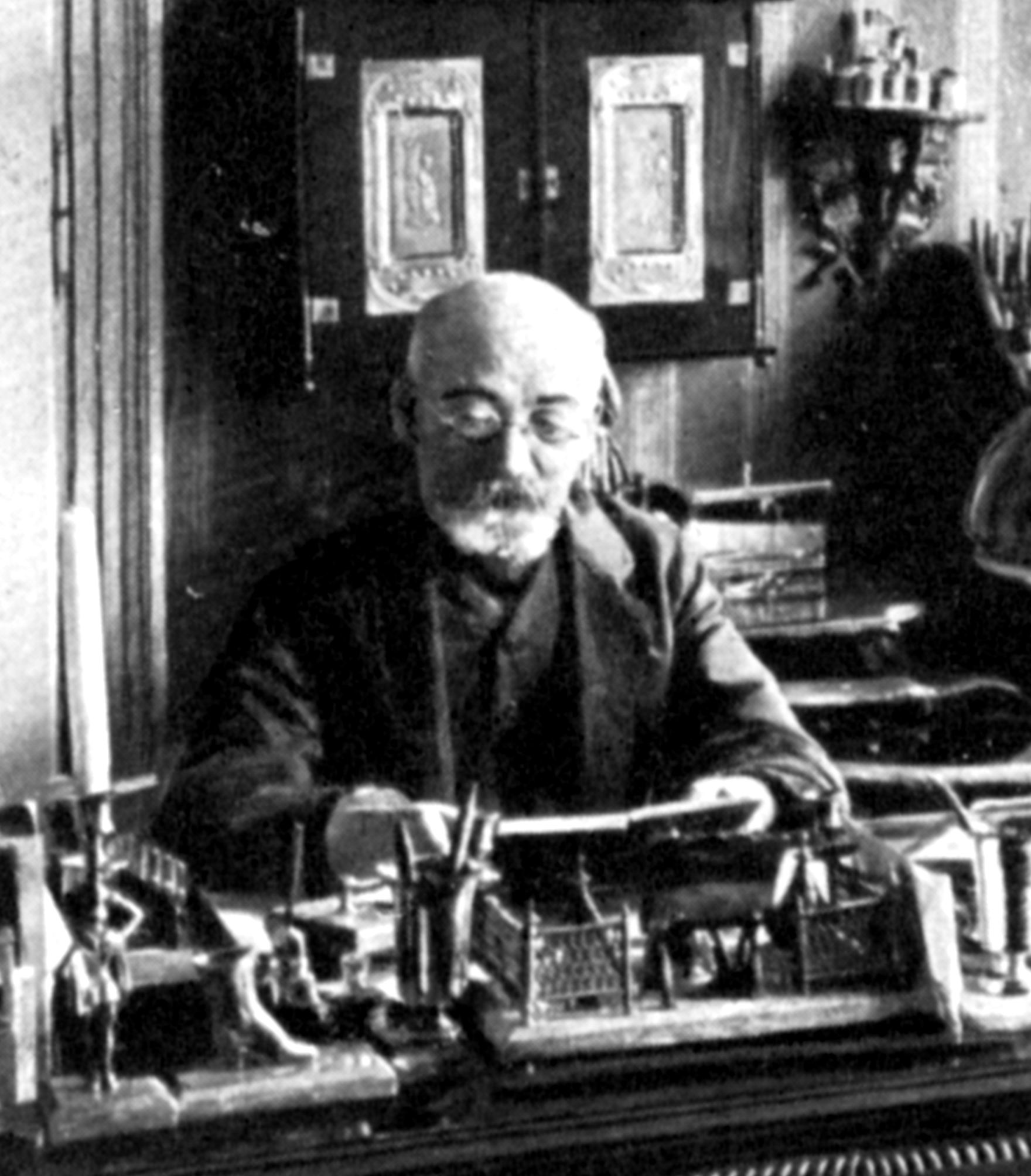
Zamenhof an seinem Schreibtisch, Warschau 1910

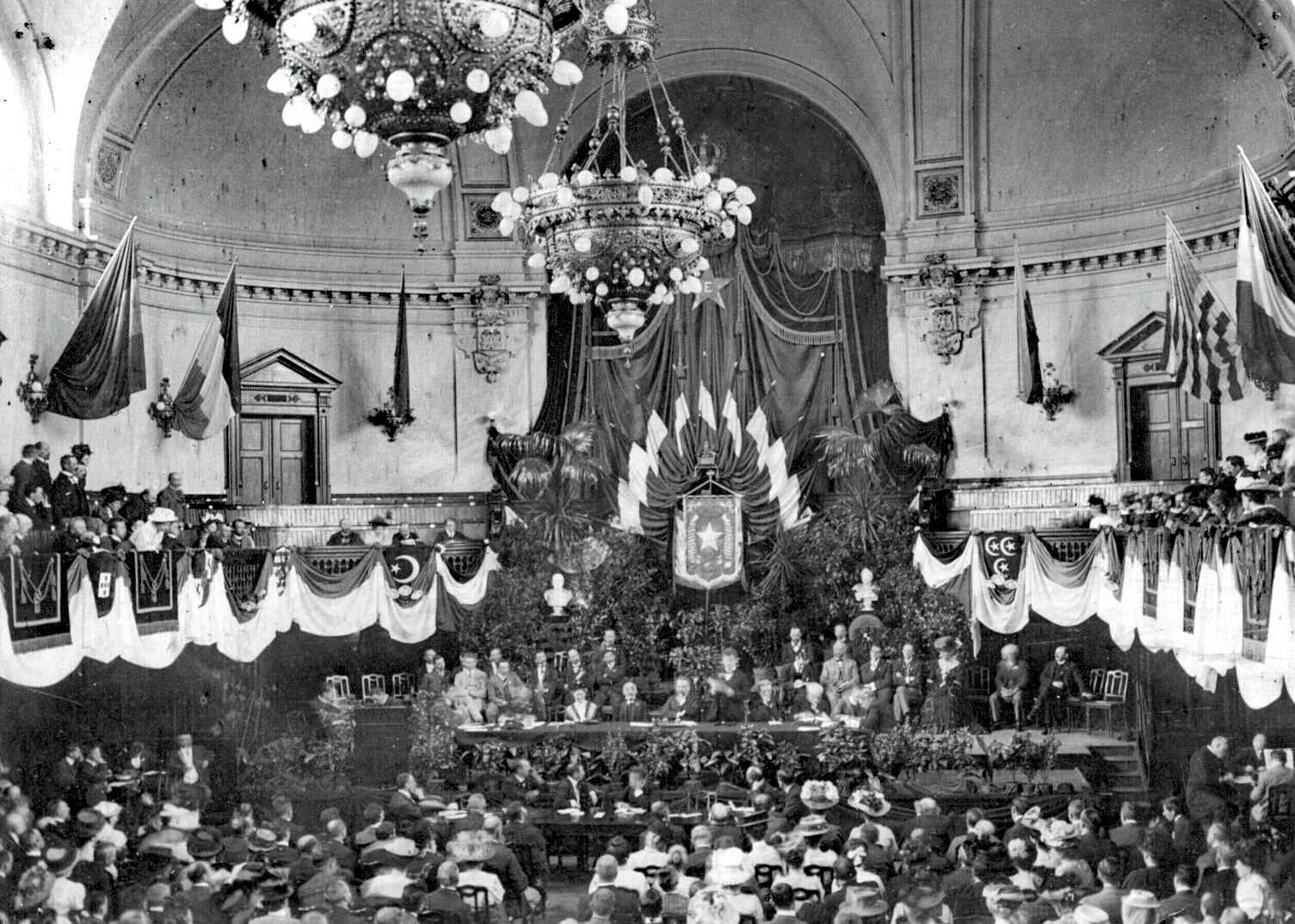
Zamenhof auf dem Esperanto-Weltkongress, Dresden 1908

Wie sein Vater neigte der junge Zamenhof zunächst zur Assimilation, also zum Aufgehen als Jude in einer der europäischen Nationen. Er habe als Kind ein russischer Schriftsteller werden wollen, schrieb er später. Doch die Pogrome von 1882 brachten den jungen Studenten zur frühen zionistischen Bewegung. So gründete er in Warschau eine zionistische Gruppe und erarbeitete auch eine jiddische Grammatik.
Um 1885 jedoch fand er, dass das Ziel des Zionismus – eine jüdische Heimstätte in Palästina – nicht realistisch sei: Die hebräische Sprache sei tot, das Nationalgefühl unter den Juden werde vom Zionismus falsch eingeschätzt, und überhaupt sei Palästina für das gesamte Judentum zu klein. Es könne höchstens zwei Millionen Juden aufnehmen, und die übrigen Massen blieben draußen.
Stattdessen sah er die Zukunft der Juden eher in einer Welt gesichert, in der sprachliche, kulturelle und religiöse Barrieren überbrückt oder gänzlich abgebaut werden. Das führte ihn wieder zu den internationalistischen Ideen.
Als 1914 eine jüdische Esperanto-Vereinigung gegründet werden sollte, antwortete Zamenhof ablehnend: Jeder Nationalismus bringe Schlechtes, daher diene er seinem unglücklichen Volk am besten, wenn er die absolute Gerechtigkeit unter den Menschen anstrebe.

## Esperanto
Bereits als Kind interessierte sich Zamenhof für Fremdsprachen. Die bevorzugte Sprache des Vaters war Russisch, die der Mutter Jiddisch, auf der Straße dürfte er Polnisch gelernt haben. Wohl früh lernte er Deutsch und Französisch kennen, in der Schule dann Griechisch, Latein und Englisch. Außerdem muss er Hebräisch gut beherrscht haben, aus dem er später das Alte Testament ins Esperanto übersetzte.
Er träumte schon früh von einer neuen, leicht zu erlernenden Sprache, die der zerstrittenen Menschheit ein neutrales Instrument liefern könnte. Sein erster Versuch war die heute nur fragmentarisch überlieferte Lingwe Uniwersale, in der er mit seinen Freunden 1878 auf seinem 18. Geburtstag ein Lied sang. Aus dem weiteren Entwicklungsprozess sind Fragmente vom Stand 1881/82 erhalten, die ebenfalls erst nachträglich veröffentlicht wurden.
Gegen 1885 war Zamenhof mit seinem endgültigen Entwurf fertig, den er 1887 in verschiedenen Sprachen veröffentlichte, zuerst am 26. Juli auf Russisch. Der deutsche Titel lautete „Internationale Sprache“, und so hieß zunächst auch die Sprache. Da Zamenhof um seinen Ruf als Arzt fürchtete, gab er die vierzigseitige Broschüre unter dem Decknamen Dr. Esperanto heraus (Esperanto heißt wörtlich Hoffender). Bald jedoch setzte sich dieses Pseudonym als Synonym für die Sprache selbst durch.
In der Folge gelang es Zamenhof – im Gegensatz zu anderen Autoren einer neuen Sprache –, eine Zeitschrift (La Esperantisto) und jährliche Adressbücher herauszugeben. Da das Volapük des deutschen Geistlichen Johann Martin Schleyer ungefähr zur gleichen Zeit auf seinem Höhepunkt des Erfolges stand, hatte das Esperanto es nicht leicht, und noch schwerer machte es der schnelle Niedergang von Volapük, das Streitigkeiten unter seinen Anhängern zum Opfer gefallen war. Damals entstand die Vorstellung, eine Plansprache müsse automatisch in Dialekte zerfallen.
Um 1900 fasste Esperanto, nach dem Russischen Reich und Schweden, auch in Westeuropa Fuß. Bis zum Ersten Weltkrieg wurden Ortsgruppen und Landesverbände von Esperantisten auf allen bewohnten Kontinenten gegründet. Dies befreite Zamenhof von der persönlichen Verantwortung für seine Sprache, die endgültig unabhängig von ihm geworden war.

## „Menschheitslehre“

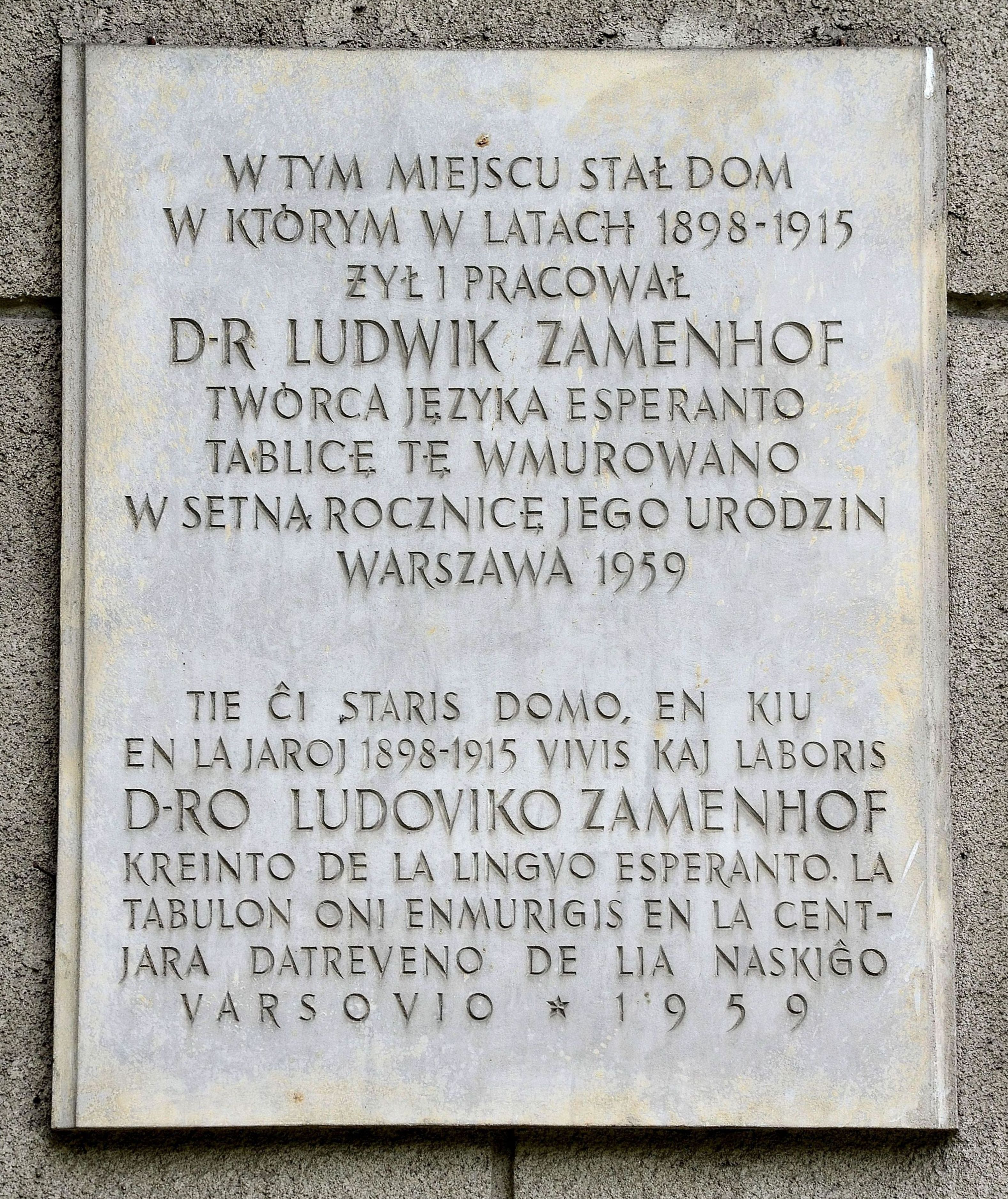
Eine Tafel in der ul. Ludwika Zamenhofa in Warschau erinnert an den Standort des Hauses von Zamenhof, sie ist in Polnisch und Esperanto verfasst. Das Haus wurde während des Zweiten Weltkrieges zerstört.

Zamenhof war noch von einer anderen Idee fasziniert, nämlich nicht nur eine neutrale Sprache, sondern auch eine neutrale Weltanschauung zu fördern. Er veröffentlichte seine Vorstellungen zuerst als Hillelismus (1906), benannt nach einem vorchristlichen, jüdischen Gelehrten namens Hillel, später unter der Esperanto-Bezeichnung Homaranismo. Übersetzt heißt dies so viel wie „Lehre von der Menschheit“.
Die Menschheitslehre war ein Bekenntnis zu Völkerverständigung und religiöser Toleranz auf der Basis von gemeinsamen Grundsätzen. So sollten die Leute gemeinsam an ein höheres Wesen glauben und ansonsten ihre religiösen Bräuche behalten. Und in Ländern mit verschiedenen Sprachen sollten all diese gleichberechtigte Amtssprachen sein, wobei Esperanto als Brückensprache fungieren sollte.
Allerdings blieben die komplizierten Details der multikulturellen Gesellschaft – genau darum dreht sich Zamenhofs Menschheitslehre – ungelöst. Auch unter Esperanto-Sprechern spielt die Lehre, die die meisten Menschen als allgemeinen Humanismus empfinden und gegen die sie inhaltlich nichts einzuwenden haben, keine wesentliche Rolle.

## Letzte Lebensjahre und Nachleben

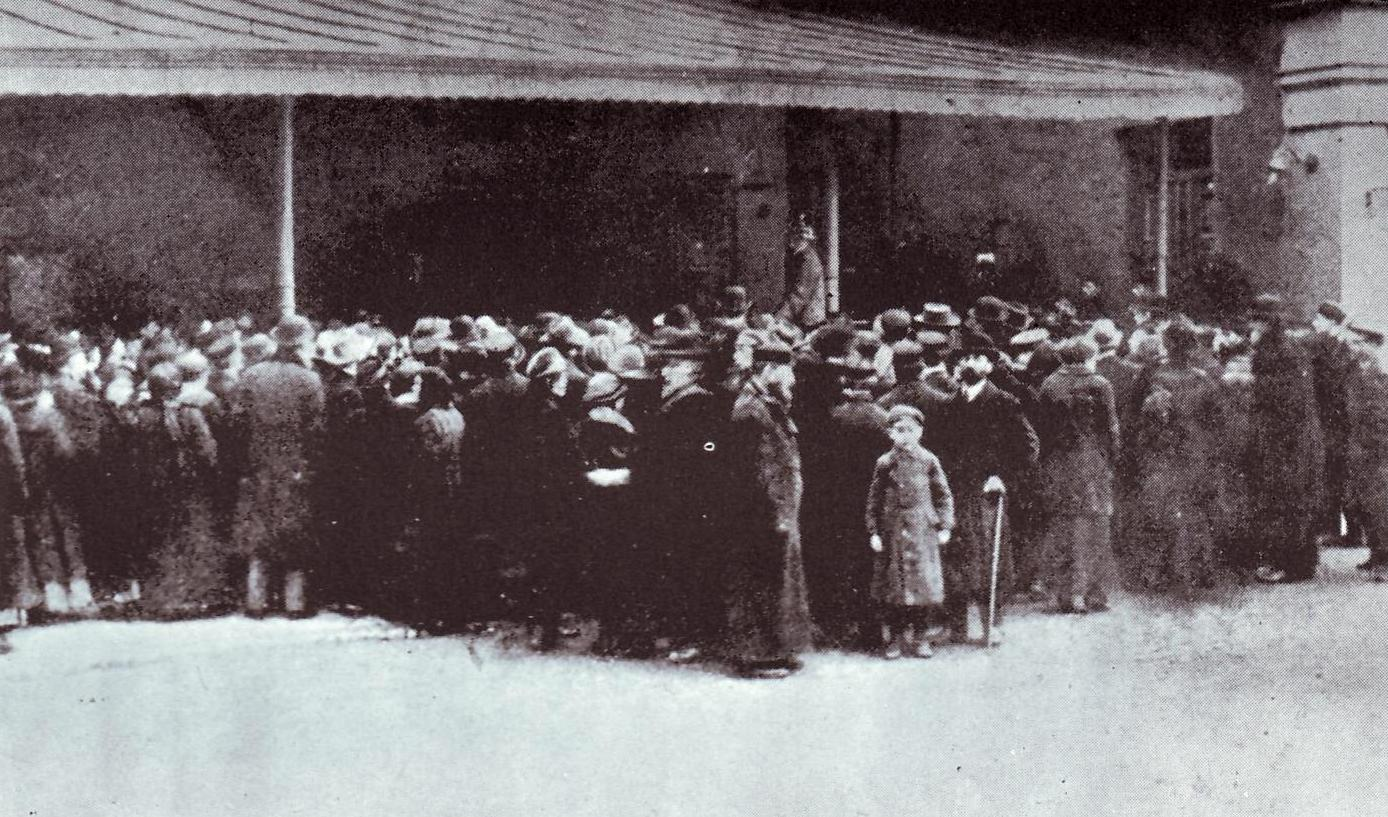
Der deutsche Hafenkommandant Warschaus, Major Neubarth, spricht im Namen der ausländischen Esperantisten bei der Beisetzung.

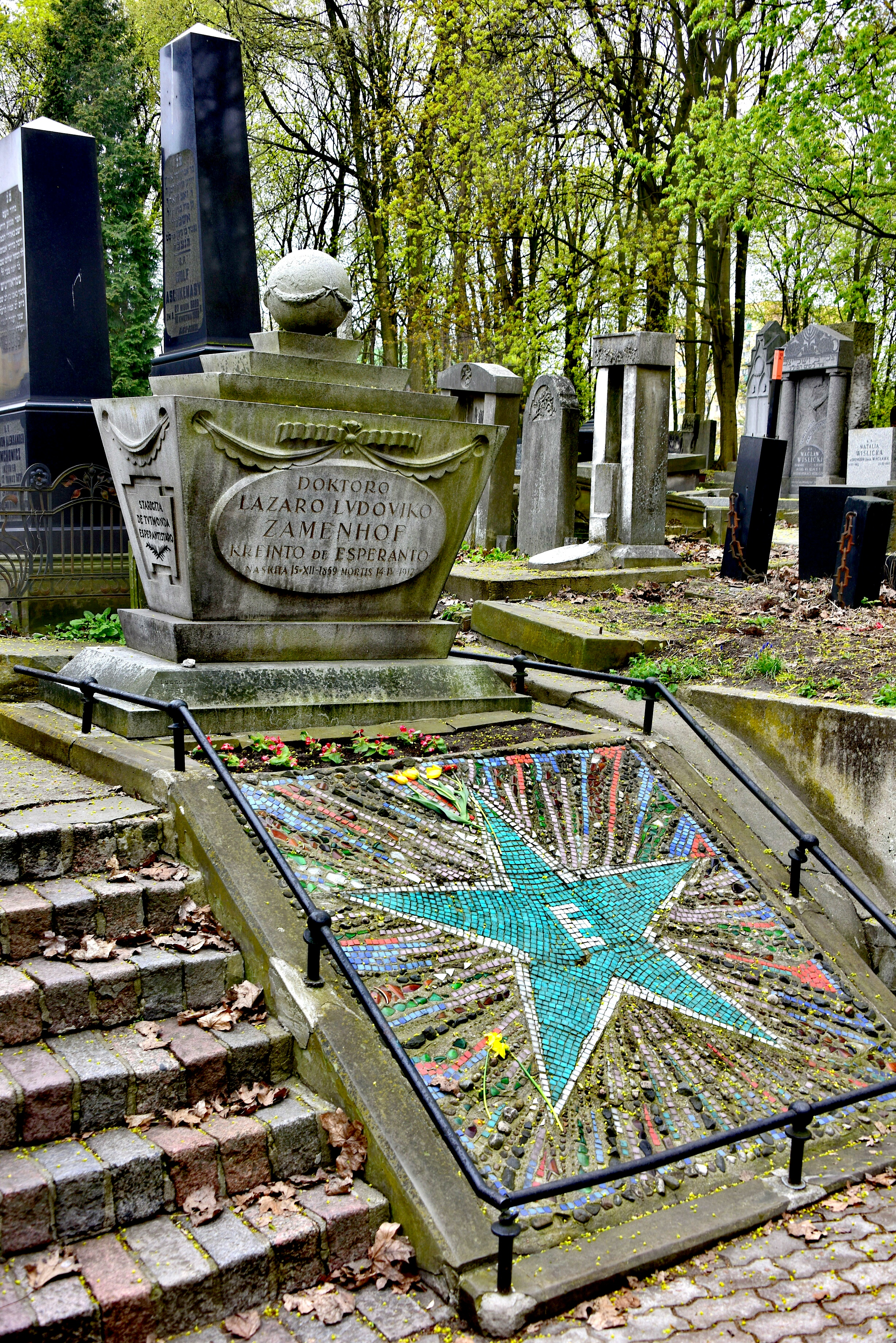
Zamenhofs Grabmal auf dem Jüdischen Friedhof in Warschau

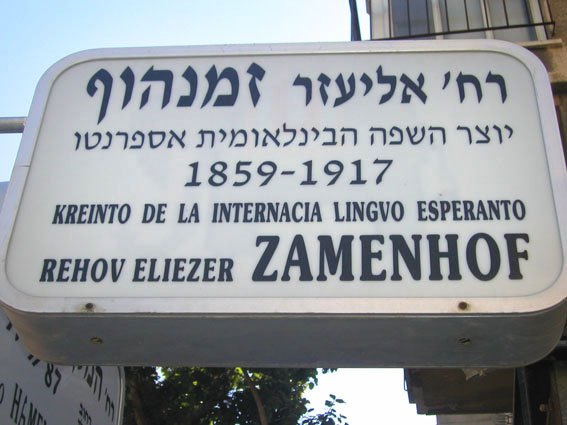
Zamenhofstraße in Tel Aviv

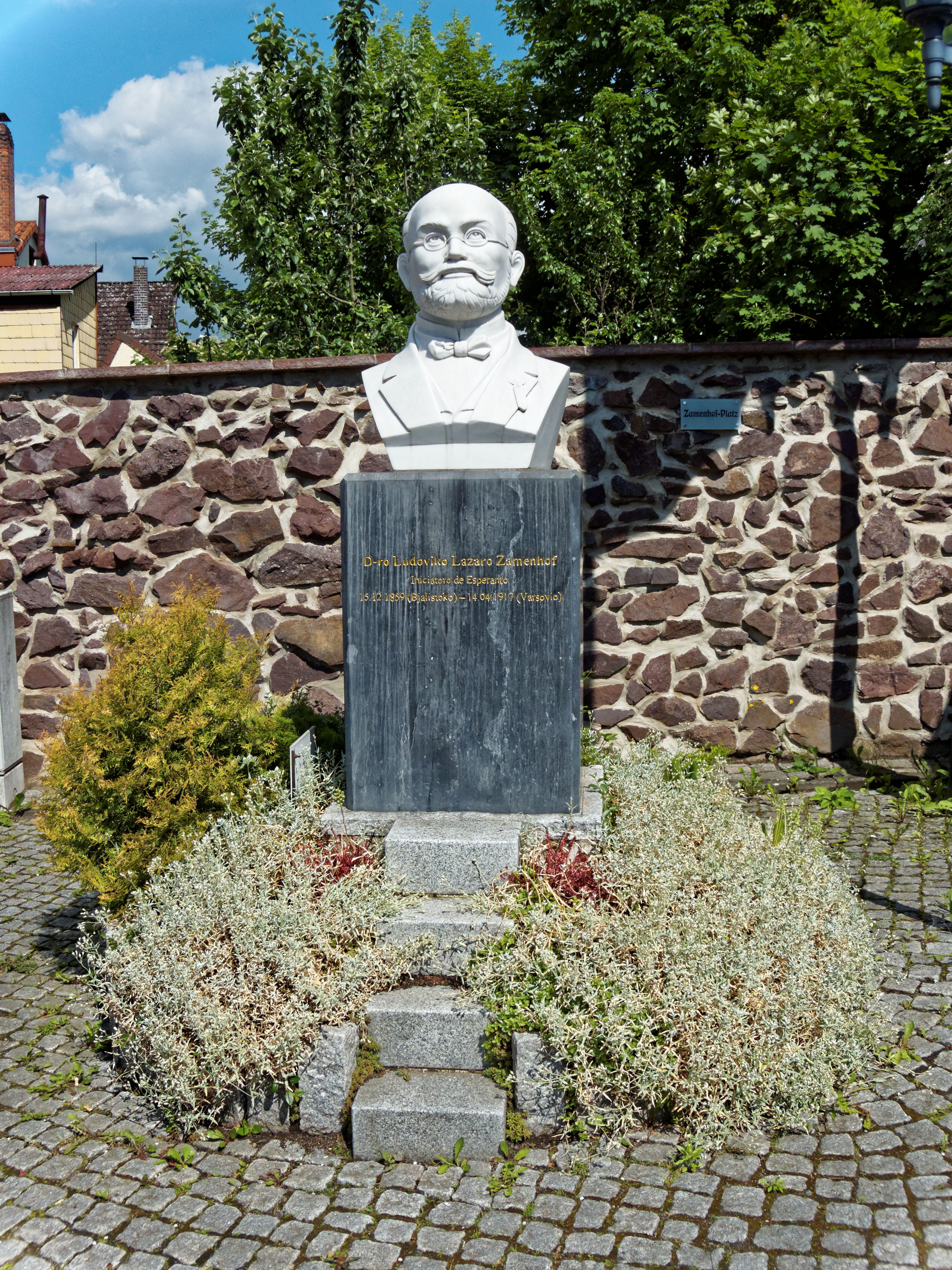
Zamenhof-Denkmal auf dem Zamenhof-Platz in Herzberg am Harz

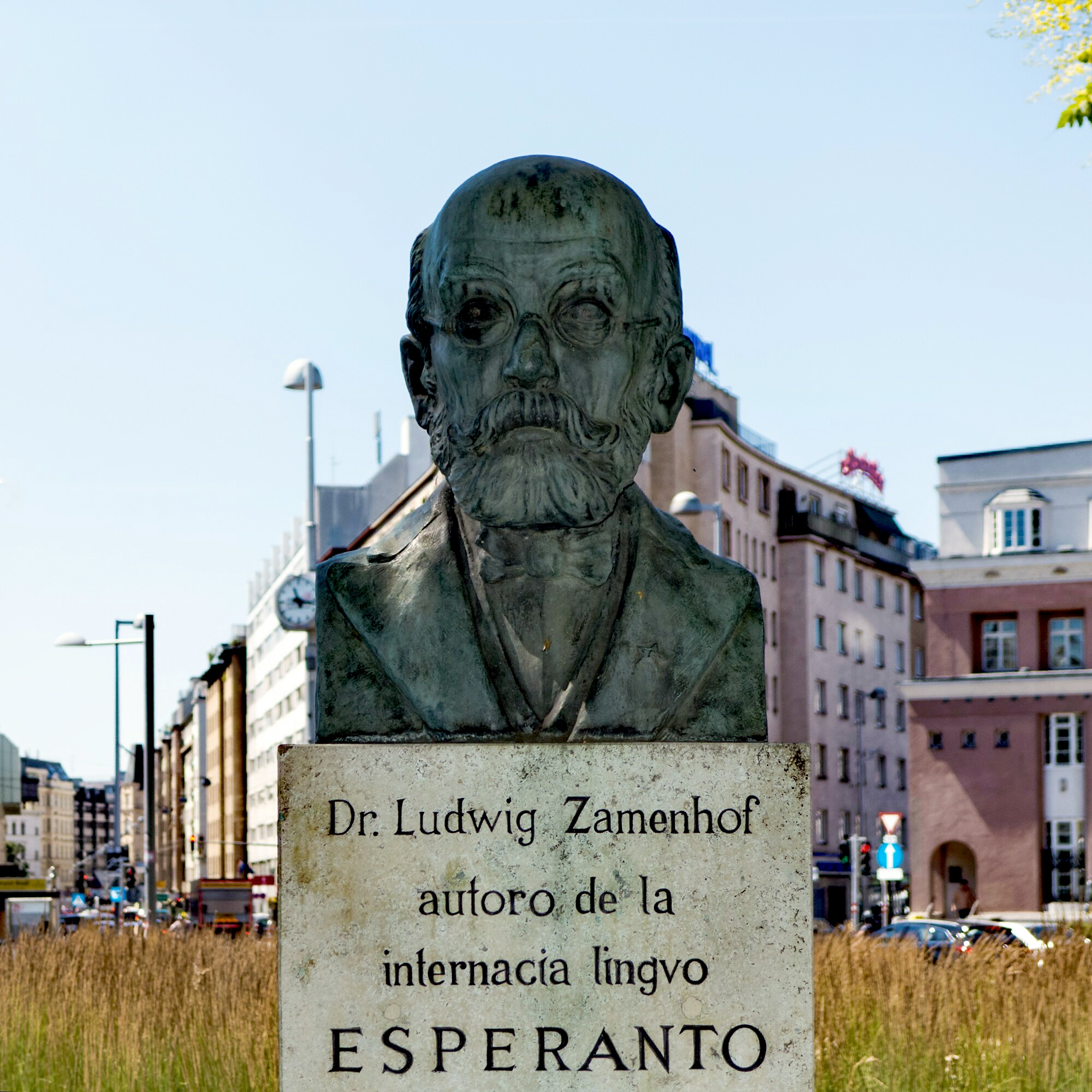
Büste im Esperantopark am Karlsplatz in Wien

Zamenhof erlebte den Kriegsausbruch 1914 in Köln, auf dem Weg von Warschau nach Paris zum 10. Esperanto-Weltkongress. Nach einem schwierigen Umweg über Skandinavien gelangte er erst Wochen später nach Hause. In seinen letzten Lebensjahren, die durch eine Herzkrankheit beeinträchtigt wurden, intensivierte Zamenhof seine Arbeit an der Esperanto-Bibelübersetzung und verfasste noch eine Denkschrift An die Diplomaten, die bei den Friedensverhandlungen an die Rechte von Minderheiten denken sollten. Während des Krieges, als Warschau bereits von Deutschland besetzt worden war, besuchten ihn noch Esperanto-Anhänger wie der Schweizer Edmond Privat. Als Zamenhof mit 57 Jahren am 14. April 1917 starb, begleitete eine große Menschenmenge den Leichenzug zum jüdischen Friedhof an der Okopowa-Straße. Dabei waren nicht nur Esperanto-Sprecher, sondern auch viele der armen jüdischen Patienten Zamenhofs.
Man erinnerte sich an ihn als einen bescheidenen, etwas schüchternen Mann, sehr idealistisch und angenehm im Umgang. Erst später hat die Forschung ergeben, dass Zamenhof auch nüchtern und abwägend war und es geschickt vermied, sich von Teilen der Anhängerschaft gegen andere instrumentalisieren zu lassen. Noch heute sind seine Aussagen zur Sprache eine der Grundlagen der Esperanto-Akademie.

### Straßen, Plätze und anderes
Esperanto-Anhänger dokumentieren Objekte wie zum Beispiel Straßen, die nach Zamenhof oder Esperanto benannt worden sind: Zamenhof-Esperanto-Objektoj, ZEOj. Die allermeisten Objekte sind nach Esperanto benannt; manche haben einen Bezug sowohl auf die Sprache als auch auf den Sprachgründer.
In München wurde 1951 anlässlich des dort stattgefundenen 36. Esperanto-Weltkongresses (Universala Kongreso) vom 4.–11. August der „Esperantoplatz“ in der Ludwigs-/Isarvorstadt am Bavariaring, östl. der Theresienwiese (bekannt durch das Oktoberfest, die Münchner „Wiesn“) direkt gegenüber der Bavaria eingeweiht. In Bad Kissingen erinnert seit 1991 an ihn der Esperanto-Platz neben jenem Gästehaus in der Bismarckstraße 22, in dem sich Zamenhof erstmals 1911 zur Kur aufgehalten hatte. In Berlin-Neukölln, der Wirkungsstätte des Esperantisten Wilhelm Wittbrodt, ist der Esperantoplatz auch Zamenhof gewidmet, zu dessen 75. Todestag 1992 die Zamenhof-Eiche auf dem Platz gepflanzt wurde, vor der 1999 eine Erinnerungstafel enthüllt wurde. Der Zamenhofpark in Berlin-Lichtenberg wurde im Juli 2009 im Jahr des 150. Geburtstages Zamenhofs eingeweiht. Im Jahr 2017 wurde ein Platz in Herzberg am Harz anlässlich seines 100. Todestages nach dem Esperanto-Erfinder benannt. Seinen Namen tragen im deutschen Sprachraum unter anderem Straßen in Dresden, Hattingen, Karlsruhe, Linz, Mannheim, Rüsselsheim am Main, Schwelm, Stuttgart, Wien und Wuppertal.
Ihm zu Ehren gibt es auch eine Straße Ludwika Zamenhofa in Warschau. An ihr liegt das bekannte Denkmal zu Ehren des Ghettoaufstandes von 1943.
Der 1938 entdeckte Asteroid (1462) Zamenhof wurde nach ihm benannt. Bereits zwei Jahre zuvor war ein Asteroid (1421) Esperanto getauft worden.

### Zamenhof in der Literatur
Der DDR-Schriftsteller Hermann Kant (1926–2016) behandelt im Roman „Der Aufenthalt“ (1977) unterschiedliche Sichten auf Zamenhof und sein Esperanto. Im zerstörten Warschauer Ghetto fragt ein polnischer Offizier den verhafteten Deutschen im Gespräch darüber skeptisch: „Was meinst du: Wenn ihr gekonnt hättet Esperanto, und die Leute in der Milastraße und in der Zamenhofstraße hätten auch gekonnt Esperanto, was meinst du, hätte man sich verständigen können, dass man wird nicht versenken Zamenhofstraße …?“
Die Münchener Schriftstellerin Dagmar Leupold (geboren 1955) lässt in ihrem Roman „Grüner Engel, blaues Land“ (2007) den stummen Historiker Johannes erklären: „Ich soll eine Biografie Zamenhofs schreiben… - Es gibt keine deutschsprachige lieferbare Darstellung seines Lebens und Werks.“ Bildreich und emotional wird Zamenhof geschildert, „Der nicht aus akademischem Ehrgeiz oder wissenschaftlichem Pragmatismus so gehandelt hätte, sondern aus schierer Verzweiflung, aus produktiver, immer von Hoffnung durchwirkter Verzweiflung,“ mit dem Ziel: „Abschaffung der Unterschiede, die allen Unterdrückungssystemen die Vorwände liefern“
Der Schriftsteller Johano Strasser (geboren 1939), dessen erster Roman „Der Klang der Fanfare“ (1987) mit seiner Familiengeschichte, Esperanto und Zamenhof zu tun hat, erzählt in seiner Autobiografie „Als wir noch Götter waren im Mai“ (2007) von seinen Esperanto-Eltern und Ludwig Zamenhof als „Hausheiligem“ seiner Kindheit und Jugend, dessen Denken ihm im PEN-Club wiederbegegnete und ihn fasziniert: „der alte Traum von der einen Menschheit, von der Würde, die allen Menschen, gleich welcher Rasse und Kultur, zukommt…“.
Der Schriftsteller Richard Schulz (1906–1997) erzählt das Leben Zamenhofs in „Das wundersame Leben des armen Doktor Lazarus“ (1982).

## Familie Zamenhof
Auch die Brüder und Kinder Zamenhofs haben Esperanto gelernt. Nach seinem Tod wurde sein Sohn Adam zu Esperanto-Kongressen als Ehrengast eingeladen. Die Tochter Lidia war aktiv in der Verbreitung des Esperanto und des Bahai-Glaubens und engagierte sich auch pazifistisch. Viele der Nachkommen und Verwandte Zamenhofs haben den Zweiten Weltkrieg und vor allem den Holocaust nicht überlebt: Adam Zamenhof wurde bereits 1940 ermordet; Lidia und das dritte Kind Zofia starben mutmaßlich 1942 in Treblinka.
Nach dem Krieg führte Adams Frau Wanda Zamenhof das geistige Erbe weiter. Nach ihrem Tod 1954 war ihr Sohn Louis Christophe Zaleski-Zamenhof (der Enkel des Sprachgründers; gestorben 2019) überlebender „Vertreter“ der Zamenhof-Familie. Von Beruf Ingenieur, lebte er seit 1959 in Frankreich. Er war öfter Gast auf Kongressen, spielte aber keine offizielle Rolle in der Sprachgemeinschaft.

## Werke (Auswahl)
- Internationale Sprache. Vorrede und vollständiges Lehrbuch. Warschau 1887 (als «Doktoro Esperanto»; Erstausgabe; online).
- Hamleto. Warschau 1894 (als Übersetzer; 5. Auflage. Paris 1929).
- Esenco kaj estonteco de la ideo de lingvo internacia. Jekaterinburg 1994 (Erstausgabe:  1900).
- Fundamenta krestomatio de la lingvo Esperanto. 18. Auflage. Rotterdam 1992 (Erstausgabe:  1903, als Herausgeber).
- Fundamento de Esperanto. 11. Auflage. Pisa 2007 (Erstausgabe:  1905).
- Proverbaro Esperanta. 3. Auflage. La Laguna 1974 (Erstausgabe:  1910).
- La Sankta Biblio Malnova kaj Nova Testamentoj tradukitaj el la originalaj lingvoj. Londono: Brita kaj Alilanda Biblia Societo Edinburgo kaj: Nacia Biblia Societo de Skotland 1978, ISBN 978-0-564-00138-5.
- Lingvaj respondoj. 6. Auflage. Wien 1995 (Erstausgabe:  Paris  1927).
- Biblio. Dobřichovice CZ 2006 (als Übersetzer; Übersetzung aus dem Alten Testament 1907–1914).
- Aleksandr Korzhenkov (Hrsg.): Mi estas homo. Kaliningrad 2006.
- Kurze Mittheilung über die internationale Sprache Esperanto. Edition Iltis, Schliengen 2001, ISBN 3-932807-17-0 (Nachdruck der Ausgabe Nürnberg 1896 – mit einem Nachwort von Reinhard Haupenthal).
- Johannes Dietterle (Hrsg.): Originala Verkaro. Hirt & Sohn, Leipzig 1929.